# Capela Presbiteriana de Goiânia
A Capela Presbiteriana de Goiânia (CPG) é uma igreja federada da Igreja Presbiteriana do Brasil, sob a e jurisdição do Presbitério de Goiânia, e Sínodo Brasil Central.

## Arquitetura
A Capela Presbiteriana de Goiânia foi fundada em 1997 como congregação da Primeira Igreja Presbiteriana de Goiânia. É conhecida pelo seu estilo arquitetônico neogótico, com uma torre central de aproximamente 12 metros de altura, feita em tijolos vermelhos e vitrais coloridos. Por isto, é o local da realização de dezenas de cerimônias de casamentos anualmente.
Em 2016, a CPG foi eleita como uma das 16 igrejas para conhecer por dentro e por fora em Goiânia pelo seu estilo arquitetônico singular na cidade.

## Doutrina
Como uma igreja federada a Igreja Presbiteriana do Brasil a CPG subscreve a Confissão de Fé de Westminster, Breve Catecismo de Westminster e Catecismo Maior de Westminster. É uma igreja reformada, confessional, calvinista e não ordena mulheres.